# Anders Björnsson
Per Anders Björnsson, född 27 september 1951, är en svensk publicist, författare och översättare.

## Biografi

### Utbildning och yrkesbana
Efter studier vid Göteborgs universitet och Stockholms universitet avlade Björnsson filosofie kandidatexamen med ekonomisk historia som huvudämne. Sedan ägnade han sig några år åt undervisning innan han slog in på journalistiken. Han var under en tid medarbetare i SKP:s tidning Gnistan. Under tolv år från 1982 var han producent vid Sveriges Radios vetenskapsredaktion. Mellan 1994 och 2001 var Björnsson vetenskaplig medarbetare i Svenska Dagbladet och 2001–2003 chefredaktör för tidskriften Dagens Forskning. 2008–2012 var han chefredaktör för den internationella kvartalstidskriften Baltic Worlds.

### Författarskap
Som fackförfattare har han framlagt arbeten om allmännyttigt bostadsbyggande, svensk akademikerrörelse, framväxten av arbetsterapiprofessionen i Sverige och det svenska bondeförbundet och 1930-talet. Han var en av redaktörerna för Jordpäron (2011), en svensk ekonomihistorisk läsebok. Han har gett ut historiska reportage och flera essäsamlingar samt varit redaktör för en lång rad antologier och festskrifter, publicerat fyra tänkeböcker, kallade mosaiker, boken Fatta dig kort, säg allt, sakna länge och en bok om Max Weber jämte artiklar i dags- och fackpress.

### Engagemang
I ungdomen var han knuten till den radikala studentrörelsen med uppdrag inom Vänsterns Ungdomsförbund och Clarté. På 1980-talet var han ordförande i föreningen Ordfront. Åren 1997-2012 var han ordförande i Svenska humanistiska förbundet och 2010–2012 i Skönlitterära författarsällskapet Stockholm Nord. Han är ledamot av Sällskapet Idun, Stockholms Arbetareinstitutsförening, Militärhistoriska kommissionen samt korresponderande ledamot av Svenska litteratursällskapet i Finland. Under sju år på 1990-talet satt han i styrelsen för Humanistisk-samhällsvetenskapliga forskningsrådet. Han grundade 1993 De svenska historiedagarna och ingick länge i styrelsen för dem. Han har suttit i styrelsen för Söderbergsällskapet och var de första åren ordförande i fackboksjuryn för Augustpriset. Under elva år satt han styrelsen för TAM-Arkiv. Han har också varit ordförande i den mellan statliga Expertkommittén för översättning av finskspråkig facklitteratur till svenska. Tillhörde 1999–2001 styrgruppen för Samtidshistoriska institutet, som han var med om att grunda. Björnsson har i flera omgångar varit gästprofessor vid Förvaltningshögskolan i Göteborg. Han är ledamot av Nya Sällskapet. 
Han har även översatt facklitteratur och på senare år tyska klassiker, såsom Joseph Roth, Theodor Fontane, Werner Bergengruen och Marlen Haushofer.
Björnsson är gift med överläkare Margareta Hölne.

## Utmärkelser, ledamotskap och priser
- Kungliga Patriotiska sällskapets stora medalj i guld (PatrSstGM, 2017) för betydande gärning
- Riddare av Finlands Lejons orden (RFLO)
- Ledamot av Kungliga Samfundet för utgivande av handskrifter rörande Skandinaviens historia (LSkS)
- Filosofie hedersdoktor vid Göteborgs universitet (fil.dr. h.c. 2011)[6]
- Lars Salvius-priset (1994)
- Hertig Karls pris (2005)
- Stig Ramels minnespris (2011)[7]
- Gerda Höjers pris (2018)